# تاریخچه پاپیه ماشه

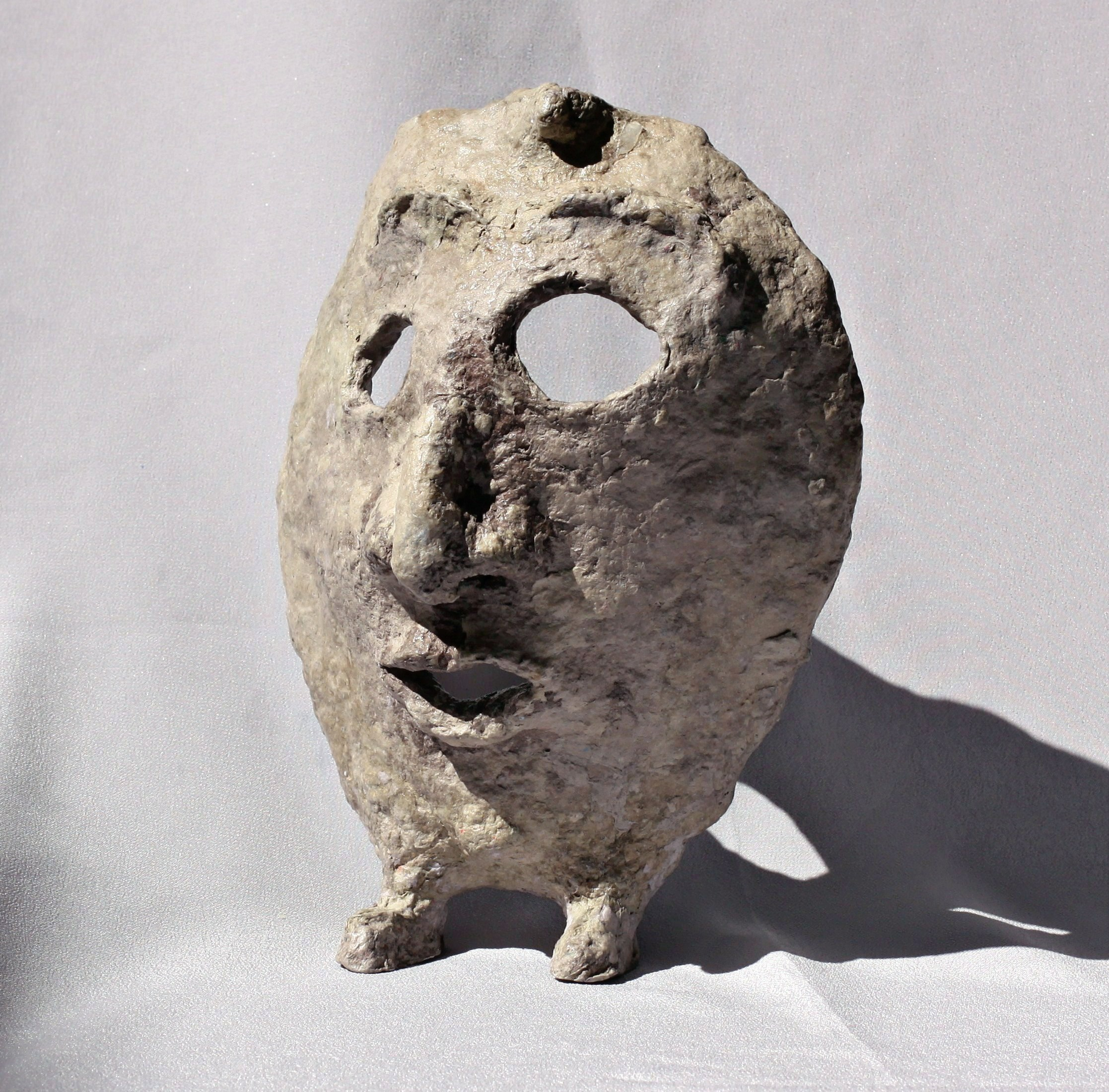
ماسک پاپیه ماشه

تاریخچهٔ پاپیه ماشه سِیر به‌کارگیری این پیشه یا هنر دستی را در مناطق مختلف جهان پی می‌گیرد.
برای تاریخِ پر جزئیات پاپیه ماشه، مراجعه کنید به کتاب «هنر و صنعت دستی پاپیه ماشه» تألیف «جِی باودِن» در سال ۱۹۹۳، فصل اول و فصل دوم.

## ریشه‌ها و گسترش پاپیه ماشه
گمان بر این است که چینی‌ها کاغذ را در آغاز قرن دوم میلادی اختراع کردند و از آن خمیرِ پاپیه ماشه و تخته‌گچ (~برای سازه | Plasterboard) را پیشرفت دادند. سربازان غالباً کلاه ایمنیِ پاپیه ماشه‌ای بر سر داشتند، که برای استحکام بیشتر لاک و الکل خورده بودند. یافته‌های باستان‌شناسی می‌گوید آنها ظروف نیز می‌ساختند.
مردم عرب در سمرقند تکنیک پاپیه ماشه را در طول جنگِ چینیان و پارسیان در قرن هشتم میلادی از صنعتگران چینی آموختند؛ کسانی که به آنها نحوهٔ استفاده از خرده‌ریزها و کاغذ باطله را برای ساخت خمیر آموزش دادند. سرانجام، این تکنیک در قرن دهم به مراکش، و بعد به اسپانیا، فرانسه و آلمان می‌رسد. ایتالیایی‌ها مهارت ساخت پاپیه ماشه را از طریق مبادلات ونیز با شرق کسب کردند. این مهارت از ایتالیا به هند و پارس رفت.
```
«صنعتگران پارسی، در طول قرن هجدهم و نوزدهم، بشقاب‌ها، جعبه‌های آینه، جامدادی و اسباب بازی پاپیه ماشه‌ای تولید می‌کردند. هندی‌ها نیز این کالاها را تولید کرده و با طرح‌هایی از گل‌های کوچک و شاخ و برگ به روش فلورانسی آنها را تزیین می‌کردند. این طراحی‌ها احتمالاً در زمان ساخت 
تاج محل
 در قرن هفدهم به آنها معرفی شده بودند.» 
(باودِن، ۱۹۹۳: ۱۰)
```

### فرانسه
فرانسوی‌ها اولین مردمانی بودند که در حدود میانهٔ قرن هفدهم از پاپیه ماشه به عنوان واسطه‌ای تجاری استفاده کردند. آنها تحت تأثیر واردات محصولات چینی و ژاپنی به این کار روی آوردند.
```
«اوج رونق پاپیه ماشه در اروپای غربی در سال‌های ۱۷۷۰ تا ۱۸۷۰ بود. اختراعات از فرانسه وارد می‌شدند. در اواسط همان قرن در فرانسه کاربرد پاپیه ماشه برای شبیه‌سازی گچ‌اندودکاری (سفیدکاری) و تزیینات گچی آغاز شد و تا پنج سال بعد از آن یا بیشتر، در انگلستان پذیرفته شد.» 
(باودن، ۱۹۹۳: ۱۱)
```

در فرانسه در سال‌های ۱۸۴۰ تا ۱۸۸۰ مبلمان پاپیه ماشه محبوبیت داشت ولی انگلستان بزرگ‌ترین تولیدکننده بود و احتمالاً شامل تولیدات ظریف‌ترین یا عالی‌ترین مبلمان پاپیه ماشه می‌شد. همچنین فرانسوی‌ها به زودهنگامیِ قرن شانزدهم کله‌های عروسک می‌ساختند. این ایده در طول اروپا تا آلمان و انگلستان در قرن نوزدهم پرواز کرد. انواع پُرکننده برای ساخت کله‌های عروسک به خمیر اضافه شدند مانند: بلغور چاودار (Rye Meal) در آلمان، سیب‌زمینی در انگلستان شمالی، شن، ژلاتین، صمغ عربی و غیره. اغلب برای برق انداختن سطح کلهٔ عروسک از رزین (نوعی صمغ یا لاک) استفاده می‌شد. پُتاس (پودری سفید، کربنات دو سودِ گرفته از خاکستر چوب) نیز برای جلوگیری از خوردن پاپیه ماشه توسط حشرات به خمیر اضافه می‌شد.

### آلمان
آلمان در اوایل قرن هجدهم (به جمع) ملحق شد؛ وقتی فردریکِ کبیر که علاقهٔ شدیدی به انفیه‌دانهای پاپیه ماشه داشت، کارخانه‌ای در سال ۱۷۶۵ در برلین تأسیس کرد. صنعتگر آلمانی، جورج سیگموند اِس، کارخانه‌ای به پا کرد و به خاطر انفیه‌دان‌ها و جعبه‌های تنباکوی پاپیه ماشه‌ای گِرد و مسطحش مشهور شد. آلمانی‌ها در ساخت مقادیر زیادی عروسک پاپیه ماشه تنوع به خرج دادند.
```
 «نمونهٔ گوناگونی فوق‌العاده در پاپیه ماشه، ساعتی مُچی بود که در آلمان در ۱۸۸۳ ساخته شد؛ ساخته‌ای که تماماً از پاپیه ماشه و کاغذ بود. شاهکاری از یک ساعت‌ساز اهل 
درِسدِن
 که ادعا می‌کرد آن ساعت بادوام بود و به خوبی هر ساعت فلزی کار می‌کرد.» 
(باودن، ۱۹۹۳: ۱۱)
```

### روسیه
روس‌ها با به کار گرفتن پاپیه ماشه در ۱۸۳۰ از انگلیسی‌ها تقلید کردند. «مصالح پایه شامل کاغذ لایه لایه بود که با حرارت نرم شده بود و روی قالب‌های چوبی شکل گرفته بود و از روغن تخم کتان سه مرتبه اشباع شده بود. بعد از آن اجناس با ترکیب رُس سرخ محلی، دودهٔ هلندی و روغن پر می‌شدند، و سپس خشک شده، لاک و الکل می‌خوردند و جلا (پُولیش) می‌گرفتند.» (باودن، ۱۹۹۳: ۱۱)

### انگلستان
قرن هفدهم و هجدهم در انگلستان افزایش و پیشرفت کالاهای پاپیه ماشهٔ لاک و الکلی را در ساخت مبلمان، تزیینات، و عناصر کوچک مربوط به معماری چون دیوارکوب‌های مُطلا به خود دید. «هِنری کلِی» در ۱۷۷۲ روشی برای ساخت پَنل‌های پاپیه ماشهٔ مقاوم در گرما اختراع کرد. بعد تر این پنل‌ها (طرح‌های برجسته؟) برای سقف کالسکهٔ اسب‌دار و صندلی سِدان (نقلیه‌ای که توسط چند فرد حمل می‌شود)، اتاق‌ها، درها و کابین عرشهٔ کشتی، میزها، کابینت‌ها، قفسه‌های کتاب و جعبه‌ها مورد استفاده قرار گرفتند. ژاپنی‌سازی یا ژاپنی‌زدن به شکلی از هنر بدل گشت که به عنوان دستاوردی برای بانوان جوان در قرن هجدهم ارزش بالایی پیدا کرده بود. در قرن نوزدهم در انگلستان پاپیه ماشه وسیله‌ای برای تزیین و آرایش معماری شد. توسط «چالز بیلِفِلد» با قالب‌گیری به شکل اسکلت‌های چوبی درآمدند و به عنوان پنل در کشتی‌های بخار و کالسکه‌های راه‌آهن به کار برده می‌شدند.
```
«به هر حال، جالب‌ترین تولید بیلِفلد دهکده‌ای از دَه خانهٔ پیش‌ساخته بود … زمانی که این دهکده موقتاً روی زمین‌های کارخانه بنا شد، باران شدید موجب سیل شد … سرنوشت آن دهکده معلوم نیست ولی حدس زده می‌شود که بعضی از آنه خانه‌ها برای مدتی طولانی دوام آوردند. قطعاً کلیسایی پاپیه ماشه‌ای در نزدیکی 
بِرگِن
 در 
نُروژ
 در ۱۷۹۳ سر برآورد که ۳۷ سال تا زمان انهدامش پابرجا بود.» 
(باودن، ۱۹۹۳: ۱۳)
```

عناصر دیگر مربوط به معماری که از پاپیه ماشه تهیه شدند، شامل این موارد است: قاب آینه، قطعات مربوط به لوستر، دیوارکوب، و سقف‌های قالب‌گرفته. بسیاری از مردم متوجه نشدند که سقف گنبددارِ سالن مطالعهٔ کتابخانهٔ بریتانیا از پاپیه ماشه ساخته شده. در قرن نوزدهم اشیای دکوری مثل جعبه‌ها معمولاً رنگ مشکی می‌خوردند و بعد با برگه یا پودر طلا، لعاب برنزی یا نقره یا منبت‌کاری با صدف تزیین می‌شدند. اواخر قرن نوزدهم جلوه‌های مَرمَرکاری و رگه‌های چوب معرفی شدند.

### آمریکا
انگلستان کالاهای پاپیه ماشه‌اش را در طول قرن نوزدهم به آمریکا صادر کرد و در ۱۸۵۰ اولین کارخانه در کانِکتیکات زده شد. ژاپنی‌زَن‌های انگلیسی تکنیک‌ها را به آمریکایی‌ها آموزش دادند و آمریکایی‌ها شروع به ساخت همه جور تزئینات پاپه ماشه کردند اما بر جعبهٔ ساعت تمرکز کردند که سیاه بود و با طلا رنگ‌آمیزی و با صدف منبت‌کاری می‌شد. کارخانه‌ای در بُوستون دکمه‌های پاپیه ماشه می‌ساخت؛ و کارخانه‌ای دیگر در کانکتیکات میز، نردهٔ راه پله، جعبهٔ خیاطی و تختهٔ شطرنج می‌ساخت.
```
«انتهای قرن نوزدهم تصویب قانونی در 
کنگره
 امکان این را فراهم ساخت که رسیدهای بانکی باطل‌شده را بِخیسانند. خمیر حاصل با محلولی از 
سودا
، خاکستر و آهک ترکیب شد که رسیدهای بانکی را نابود می‌کرد. سپس این ترکیب خمیری با قالب‌گیری به مجسمه‌های نیم‌تنهٔ شخصیت‌های آمریکایی برجسته و نسخه‌های المثنای بناهای یادبود ملی تبدیل می‌شدند … آنها به هیچ وجه تزیین نمی‌شدند؛ رگه‌رگه‌های خاکستری خمیر برای تزیین بسنده بود.» 
(باودن، ۱۹۹۳: ۱۵)
```

### حال حاضر

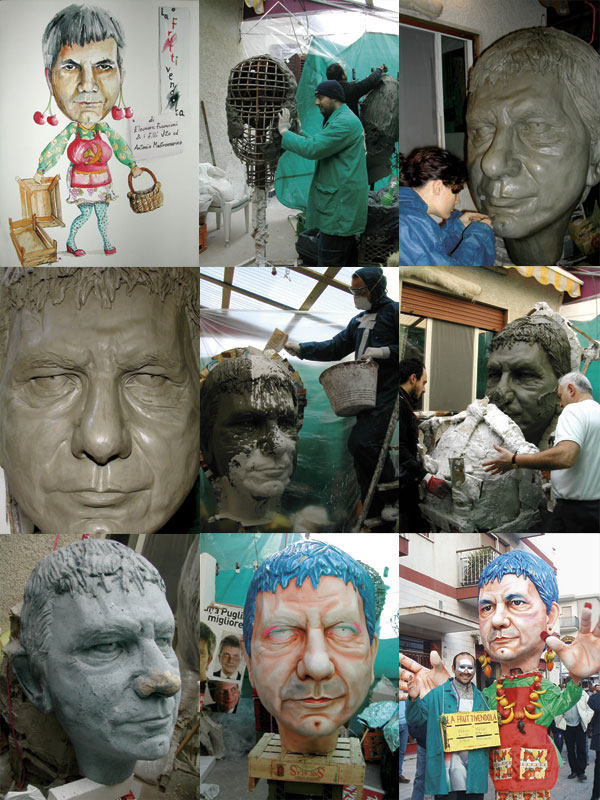
ساخت ماسک پاپیه ماشه در کارناوال ماسافرا (Massafra)

امروزه، پاپیه ماشه را در سرتاسر دنیا می‌توان یافت. از آنجا که مصالح ارزانی است، در کارناوال‌ها و جشن‌ها برای ساخت ماسک‌ها، کله‌ها و لباس‌های عظیم‌الجثه و غیره به کار می‌رود.
```
«صنعت دستی پاپیه ماشه در بسیاری از جوامع روستایی اغلب به همان سبک‌های سنتی که قرن‌ها بی‌تغییر مانده‌اند، دنبال می‌شده و می‌شود. منطقهٔ هندیِ 
کشمیر
، برای مثال، سنت بومی ساخت پاپیه ماشهٔ هنری دارد؛ به همان شکل 
مکزیک
 نیز دارد. از این مصالح ژاپنی‌ها عروسک، و فیلیپینی‌ها حیوانات بزرگ می‌سازند. صنعتگران در اسپانیا و ایتالیا پاپِت‌های پاپیه ماشه تولید می‌کنند.» 
(باودن، ۱۹۹۳: ۱۶)
```

در ژاپن اسباب‌بازی و عروسک حیوانات می‌سازند تا ارواح را دور کرده و از کودکان محافظت کنند. در هند در منطقهٔ کشمیر جعبه و کوزه یا گلدان می‌سازند که با الگوهایی نقاشی می‌شوند.
در مکزیک اسباب‌بازی و عروسک می‌سازند که اهمیت و معنای مذهبی دارد. مشهورترین آنها "پیناتا (Piñata)" است؛ شیئی پاپیه ماشه که در کریسمس درست می‌شود و با شیرینی، میوه، آجیل و اسباب‌بازی‌های کوچک پر شده و از درخت یا سقف خانه آویزان می‌شود و با چوبه‌ای توسط بچه‌های چشم‌بسته ضربه می‌خورد تا بشکند و محتوایش بیرون بریزد.
در اروپا، معروف‌ترین شکل هنری پاپیه ماشه «کمدی دلارته» ی ایتالیاییست که از پاپت استفاده می‌کند.
در اروپای جنوبی پیکره‌ها و کله‌های غول‌آسا که با نام "کابِزودُوس (Cabezudos)" شناخته می‌شوند، در طول مراسم "روز پیکر عیسی (عید پیکر مسیح)" پوشیده شده و در شهرهای کوچک رژه می‌روند. این غول‌آساها عناصر محوری این رژه‌ها محسوب می‌شوند و همیشه به صورت جفت هستند و توسط پیکره‌های کاریکاتوری که گِرد آنها می‌رقصند، همراهی می‌شوند.
امروزه، مدارس بسیاری از پاپیه ماشه به عنوان مِدیومی برای هنر و طراحی استفاده می‌کنند.